# Saint-Aubin-en-Charollais
Saint-Aubin-en-Charollais é uma comuna francesa na região administrativa de Borgonha-Franco-Condado, no departamento Saône-et-Loire. Estende-se por uma área de 19,39 km². Em 2010 a comuna tinha 489 habitantes (densidade: 25,2 hab./km²).